# 血戰：最後的吸血鬼
《血戰：最後的吸血鬼》（BLOOD: THE LAST VAMPIRE）是電視動畫《血戰》的前身多媒體作品，包括劇場版動畫、小說、漫畫、電子遊戲。劇場版動畫於2000年11月18日上映，获选为2000年第4屆日本新媒體動漫藝術節動畫部門大獎。

## 故事背景
故事發生在1966年的日本美國的橫田空軍基地中。

## 劇情簡介
描述一位名叫小夜的少女與稱為翼手的生物之間的戰鬥。
1966年，秋天。
時值越戰時期，在日本國內的美國空軍橫田基地內，不時可見F4幻影戰鬥機頻繁起降，空氣中充斥著一股殺戮的氣氛；就在此時，基地附近的市區連續發生了離奇的命案。
地下鐵，銀座線，正駛著通往淺草的最後一班列車，一名少女出現在空蕩的車廂內，她擁有令大人感到刺眼的眼神，緊閉著雙唇欲訴說她內心的真正意念，她的名字叫小夜(SAYA)；她是「組織」(名詞)為了打倒潛伏於人類社會裡的吸血鬼「翼手」，因而派遣至人類社會的救世主。
穿著水手服的小夜，手持日本武士刀作為武器，潛入了基地內的美國學校...。

## 主要角色
- 小夜（聲：工藤夕貴）：女主角，使用武士刀來對抗翼手，她的血擁有殺死牠們的能力。
- 大衛：政府組織的秘密人員，負責對抗翼手的任務，並與小夜合作。
- 翼手：類似蝙蝠的異形生物，以人類的血液為食，無法以一般的方式來殺死。

## 獲獎
- 日本新媒體動漫藝術節最佳動畫獎
- 每日電影獎大藤信郎賞

## 真人電影版
2006年5月，著名電影人江志強宣佈開拍改編該片的真人版，原屬意于仁泰作導演，以英語對白拍攝。電影在2005年11月開機，由韓星全智賢飾演主角小夜，于仁泰退居監製，兼任編劇，劇本亦由神山健治共同編寫，元奎任動作指導，Production I.G.亦提供協助。
目前電影已經拍竣，預計2009年5月29日在日本上映、6月12日在台灣上映。

## 出版書籍
漫畫
BLOOD THE LAST VAMPIRE 2000
由玉置勉強作畫、全1卷。
| 冊數 | 角川書店      | 角川書店               | 台灣角川      | 台灣角川              |
| 冊數 | 發售日期      | ISBN                   | 發售日期      | ISBN                  |
| ---- | ------------- | ---------------------- | ------------- | --------------------- |
| 全   | 2001年4月25日 | ISBN 978-4-04-713404-1 | 2002年4月16日 | ISBN 978-986-799316-0 |

小說
BLOOD THE LAST VAMPIRE 獣たちの夜
作者為押井守、全1卷。
- 2000年11月1日發售[2]、ISBN 9784829174494

BLOOD THE LAST VAMPIRE 闇を誘う血
作者為藤咲淳一，插畫由中村悟負責、全1卷。
- 2001年1月25日發售[3]、ISBN 9784829161098

文庫版
BLOOD THE LAST VAMPIRE 獣たちの夜
作者為押井守，插畫由寺田克也負責；封面設計為田島照久、全1卷。
- 2002年7月10日發售[4]、ISBN 978-4-04-366601-0

BLOOD THE LAST VAMPIRE 上海哀儚
作者為藤咲淳一，插畫由寺田克也負責、全1卷。
- 2005年12月22日發售[5]、ISBN 978-4-04-380901-1

## 其他
在台灣，此片曾在AXN播放。

## 外部連結
- 動畫電影版官方網站
- PSP版官方網站
- （繁體中文）黑暗嘉年華：吸血鬼的迷信與傳說